# São Domingos (kommun i Brasilien, Sergipe)
São Domingos är en kommun i Brasilien.   Den ligger i delstaten Sergipe, i den östra delen av landet, 1 300 km nordost om huvudstaden Brasília. Antalet invånare är 10 257.
Omgivningarna runt São Domingos är huvudsakligen savann. Runt São Domingos är det ganska tätbefolkat, med 90 invånare per kvadratkilometer.